# Isla Vista
Isla Vista és una concentració de població designada pel cens dels Estats Units a l'estat de Califòrnia. Segons el cens del 2000 tenia 18.344 habitants.

## Demografia
Segons el cens del 2000, Isla Vista tenia 18.344 habitants, 5.164 habitatges i 1.208 famílies. La densitat de població era de 3.340,9 habitants/km².
Dels 5.164 habitatges en un 13,3 % hi vivien nens de menys de 18 anys, en un 16,4 % hi vivien parelles casades, en un 4,8 % dones solteres, i en un 76,6 % no eren unitats familiars. En el 20 % dels habitatges hi vivien persones soles el 2,7 % de les quals corresponia a persones de 65 anys o més que vivien soles. El nombre mitjà de persones vivint en cada habitatge era de 2,96 i el nombre mitjà de persones que vivien en cada família era de 3,21.
Per edats la població es repartia de la següent manera: un 8,6% tenia menys de 18 anys, un 73,4 % entre 18 i 24, un 13,7 % entre 25 i 44, un 3,1 % de 45 a 60 i un 1,2 % 65 anys o més.
L'edat mediana era de 21 anys. Per cada 100 dones de 18 o més anys hi havia 99,8 homes.
La renda mediana per habitatge era de 16.151 $ i la renda mediana per família de 26.250 $. Els homes tenien una renda mediana de 23.381 $ mentre que les dones 20.281 $. La renda per capita de la població era de 7.644 $. Entorn del 28,6% de les famílies estaven per davall del llindar de pobresa.

## Poblacions més properes
El següent diagrama mostra les poblacions més properes.